# Diplotoma
Diplotoma is een geslacht van kevers uit de familie somberkevers (Zopheridae).

## Soorten
Deze lijst is mogelijk niet compleet.
- D. capito
- D. erichsoni